# Адел дьо Блоа-Шампан
Адел дьо Блоа-Шампан (на френски: Adèle, Alix, Alice de Champagne), известна още като Аделаид и Аликс, е френска кралица (1160 – 1180) – трета съпруга на френския крал Луи VII, майка и регент на френския крал Филип II.

## Произход
Дъщеря е на Тибо II, граф на Блоа и Шампан, и на Матилда от Каринтия, дъщеря на херцог Енгелберт от род Спанхайми.

## Кралица на Франция
Адел се омъжва за френския крал Луи VII в Париж на 13 ноември 1160 г. Съпругът на Адел има два брака зад гърба си, но именно тя го дарява с тъй дългоочаквания мъжки наследник – бъдещия крал Филип II Огюст (1165 – 1223). Освен син Адел ражда на Луи VII и дъщеря – Агнес (1171 – 1204), която по-късно става византийска императрица, съпруга на императорите Алексий II Комнин и Андроник I Комнин.
Адел дьо Блоа-Шампан играе активна роля в управлението на Франция още приживе на съпруга си, върху когото оказва голямо въздействие. Тя разчиства пътя за политическото издигане на братята си Анри I (Шампан) и граф Тибо V Блоа, които жени за двете дъщери на Луи VII от първия му брак с Алиенора Аквитанска. За по-малкия си брат Гийом Адел успява да осигури главната катедра на Франция – тази на Реймското архиепископство. Заплаха за властта си обаче Адел вижда в брака на сина си с наследницата на Артоа – Изабел дьо Ено (Хенегау). На своя страна Адел привлича херцог Хю II от Бургундия, фландърския граф Филип I. През 1181 г. заговорите на Адел предизвикват война с Фландрия, в която бащата на Изабел подкрепя враговете на френския крал. Това влошава отношенията между Филип и съпругата му и през същата година синът на Адел прави постъпки за развод.
- Раждането на наследника, миниатюра от Големите френски хроники
- Aдела Шампан с Филип II, миниатюра от Големите френски хроники

## Регентство
През 1190 г. Адел е назначена за регент на сина си Филип II, докато той е извън страната заедно с рицарите от третия кръстоносен поход. Кралицата майка окончателно се оттегля в сянка след завръщането на Филип II през 1192 г., като основната ѝ дейност след това е организирането на нови абатства.

## Смърт
Адел дьо Блоа-Шампан умира на 4 юни 1206 г. и е погребана в абатството Понтини, близо до Оксер.